# Praha v týdnu
Praha v týdnu byl informační týdeník pro divadlo, biografy, nové filmy, výstavy a musea, literaturu, společnost a sport.
Týdeník vydávala akciová společnost Zádruha. Vyšlo pět ročníků v letech 1940–1944. Týdeník vycházel každý čtvrtek. Časopis řídil Ing. Adolf Ohárka a odpovědným redaktorem byl JUDr. Jaroslav Herman. Do divadelní rubriky přispívali např. Jaroslav Tumlíř, František Herman, František Kubr. Z herců to byli např. Rudolf Deyl a Otomar Korbelář. Oblast výtvarného umění a výstavy sledovaly Milada Lexová a Zdenka Kotíková. Literaturu a poezii recenzoval Jiří Suchánek. Časté byly rozhovory s předními osobnostmi naší divadelní a filmové scény (Nataša Gollová, Rudolf Hrušínský, Adina Mandlová aj.). Pozornost byla věnována českému hranému filmu a jeho recenzování. Do filmové rubriky přispívali: Jiří Havelka, Jiřina Parmová, Vladimír Bor, Artur Salava, Oldřich Kautský, Jiří Lederer (pseudonym Jiří Leden). Příspěvky o dějinách Prahy psal Čeněk Čechovský. Historií pražských zahrad se zabývala Marie Adamcová.